# Blažej Smíšek
Blažej Smíšek (* 3. Juli 1935) ist ein ehemaliger tschechoslowakischer Radrennfahrer.

## Sportliche Laufbahn
Smíšek war im Straßenradsport aktiv. In der Slowakei-Rundfahrt 1959 wurde er Fünfter. Mit der Nationalmannschaft bestritt er 1961 das britische Milk Race und kam auf den 24. Gesamtrang. In der Internationalen Friedensfahrt 1962 war er ausgeschieden. Er hatte sich für das Etappenrennen durch zwei Siege in den Qualifikationsrennen empfohlen, davon ein Einzelzeitfahren. In der nationalen Meisterschaft im Mannschaftszeitfahren wurde Smíšek 1958 Zweiter, 1960 kam er auf den dritten Rang. Er startete für den Verein Dukla Brno.